# Hippolyte Pixii
Hippolyte Pixii (1808–1835) fue un inventor francés, conocido mundialmente por haber creado el primer prototipo de dinamo. 

## Biografía
En 1832, a partir del principio de inducción magnética descubierto por Faraday, Pixii construyó un generador de corriente eléctrica alterna.
El instrumento consistía en un imán rotatorio, manejado manualmente con una manivela, en el cual los polos norte (positivo) y sur (negativo) se hacen pasar sobre una bobina con un núcleo de hierro. Cada vez que un polo pasaba sobre la bobina se producía un pulso eléctrico. Pichi descubrió que la dirección de la corriente cambiaba cada vez que el polo positivo pasaba sobre la bobina tras el polo negativo. A partir de una sugerencia de André-Marie Ampère se obtuvieron otros resultados, introduciendo un conmutador, el cual producía una corriente continua pulsante, la cual era preferida por aquel entonces frente a la corriente alterna, al ser considerada ésta demasiado peligrosa. Si bien el propio Pixii no llegó a comprender del todo la inducción electromagnética, su invención sirvió posteriormente para que físicos e ingenieros desarrollaran aparatos más sofisticados. Llegó a mantener una fuerte disputa con el inventor norteamericano Joseph Saxton, quien había inventado una máquina similar a la suya.

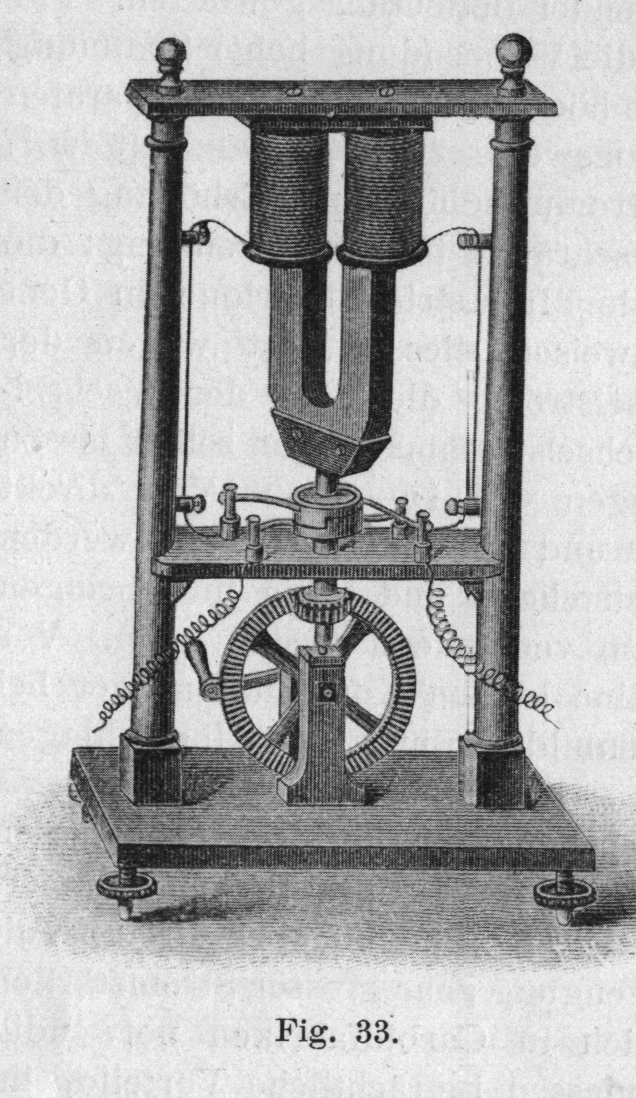
Modelo original del generador construido por Pixii.

En 1832 llegó a mostrar en público su invención en la Academia Francesa de las Ciencias. Al año siguiente, una versión revisada del invento fue expuesta en Londres. Pixii, sin embargo, no logró que su invento fuera un producto rentable de cara al mercado comercial.
Pixii murió poco después de haber realizado su descubrimiento, casi en la oscuridad y sin haber obtenido relevancia por su invento.
Una reproducción del generador de Pixii puede ser admirada en el Museo Ampère, cerca de Lyon, Francia.

## Familia
Su padre fue el también inventor Nicolas Constant Pixii (1776-1861).